# Éric Gravel
Éric Gravel (Verdun, ...) è un regista e sceneggiatore canadese, originario del Quebec e residente in Francia.

## Biografia
Si è laureato alla Mel Hoppenheim School of Cinema della Concordia University di Montreal nel 1994. 
È regista di cortometraggi e, soprattutto, di due lungometraggi: Crash Test Aglaé, uscito nel 2017, e Full Time - Al cento per cento, sulla vita di una donna lavoratrice raccontata con ritmo da thriller, in selezione ufficiale alla Mostra del Cinema di Venezia 2021, nella sezione Orizzonti, che gli è valso il premio per la miglior regia .

## Filmografia

### Cortometraggi
- 2004: Ce n'était qu'un rêve
- 2007: Eau Boy

### Lungometraggi
- 2017: Crash Test Aglaè
- 2021: Full Time - Al cento per cento

## Riconoscimenti

### Premi
- Mostra del Cinema di Venezia 2021: Premio Orizzonti per la migliore regia a Full Time - Al cento per cento. [2]